# G.I. Joe
G.I. Joe – seria zabawek o charakterze militarnym produkowana przez firmę zabawkarską Hasbro, spopularyzowana również poprzez komiksy, gry, a także seriale i filmy animowane.
Nazwa pochodzi od General (Government) Issue – ogólnego poboru do wojska amerykańskiego. Skrótem G.I. potocznie określa się również amerykańskiego żołnierza. G.I Joe jest skrótem od: Global Integrated Joint Operating Entity.

## Zabawki
G.I. Joe to seria zabawek imitujących żołnierzy, zapoczątkowana w 1964 roku przez firmę Hasbro. Pierwsze cztery postaci należały do czterech gałęzi amerykańskiej armii: "Action Soldier" (piechota), "Action Sailor" (marynarka), "Action Pilot" (lotnictwo), oraz "Action Marine" (piechota morska). Określenie "G.I. Joe" funkcjonowało powszechnie w Ameryce jako określenie żołnierzy USA (szczególnie sił lądowych).
Znak firmowy G.I. Joe był używany do oznaczenia dwóch oddzielnych linii zabawek. Pierwszą z nich była seria 12-calowych, realistycznie odwzorowanych figurek żołnierzy – jest to linia znana jako Action Man (w Wielkiej Brytanii nieco później stworzono bardzo podobna linię Action Force). W 1982 roku dodatkowo zapoczątkowano serię figurek o wielkości 3 i 3/4 cala, z dodatkiem pojazdów, wyposażeniem, oraz stworzono kompleksową, ewoluującą fabułę o trwającym starciu pomiędzy G.I. Joe Team a złą Organizacją Cobra.
Na początku lat 90. w Polsce pojawiły się liczne podróbki markowych produktów Hasbro – były to różnej wielkości figurki żołnierzy, z dodatkowym wyposażeniem, a niekiedy i także pojazdami. Były to zabawki zdecydowanie gorszej jakości niż oryginały, lecz zarazem znacznie tańsze. W "lepszych" sklepach były także do nabycia oryginalne produkty. Seria oryginalych figurek G.I. Joe o wielkości 3 i 3/4 cieszyła się bardzo dużym powodzeniem w Polsce we wczesnych latach 90. Figurki były pakowane w blistery, a na odwrocie pudełka była pokazana cała seria figurek. W Polsce pod nazwą G.I Joe znana jest właśnie ta seria figurek o wielkości 3 i 3/4, większe 12 calowe pojawiły się znacznie później i to pod nazwą Action Man.

## Filmy
Firma Sunbow Productions w 1983 roku rozpoczęła produkcję animowanych przygód Joesów walczących z bezwzględną organizacją o nazwie Cobra. Początkowo nie planowano nakręcić pełnego serialu. Pracownicy firmy Sunbow stworzyli pięcioodcinkową mini-serię o nazwie "The Mass Device" (znaną także jako "G.I. Joe: A Real American Hero"). Rok później, w 1984 roku powstała kolejna pięcioodcinkowa mini-seria o nazwie "The Revenge of Cobra". W roku 1985 Sunbow rozpoczął pracę nad serialem G.I. Joe, który ostatecznie składał się z dwóch sezonów. Pierwszy sezon rozpoczynał się pięcioodcinkowym  "The Pyramid of Darkness" i składał się ostatecznie z 55 odcinków. Drugi natomiast rozpoczynał się również pięcioodcinkowym "Arise, Serpentor Arise" i składał się z 30 odcinków. W 1987 roku Sunbow stworzył pełnometrażowy, animowany film – „G.I. Joe: The Movie”. Po filmie, Sunbow nie kontynuował już serialu.
W 1989 studio DIC Animation podjęło się próby kontynuowania serialu. Serial DIC-a składał się z 44 odcinków i rozpoczynał się wzorem Sunbowa, pięcioodcinkowym "Operation Dragonfire". DIC operował jednak dużo mniejszym budżetem niż Sunbow, co niestety dało się odczuć.
W 1995 ukazał się film "Old Heroes Never Die", będący dodatkiem do jednej z figurek z nowej serii Hasbro o nazwie "Sgt. Savage". Także w 1995 rozpoczął się dwu-sezonowy serial "G.I. Joe Extreme", tworzony ponownie przez Sunbowa. W serialu pojawiły się zupełnie nowi bohaterowie w porównaniu do starych serii. Zabrakło również organizacji Cobra, która została zastąpiona organizacją Skar. Zarówno pierwszy sezon serialu, jak i drugi składał się z 13 odcinków.
Po serialu "G.I. Joe Extreme" przez długi okres nie pojawiła się żadna nowa produkcja. Dopiero w 2003 roku ukazał się film "Spytroops" stworzony techniką komputerową przez Hasbro i Reel FX. Rok później powstaje kolejny film, także stworzony techniką komputerową przez Paramount – "Valor vs Venom".
W latach 2005–2006 japońskie studio GONZO stworzyło mangowy serial "G.I. Joe: Sigma 6". Składał się on z dwóch sezonów po 13 odcinków każdy.
Pełnometrażowy film fabularny G.I. Joe: Czas Kobry ze Stephenem Sommersem jako reżyserem i Stuartem Beattiem jako scenarzystą miał światowa premierę  5 sierpnia 2009. Na ekranach polskich kin mogliśmy go oglądać od 8 sierpnia 2009. Natomiast w 2013 roku na ekranach pojawił się G.I. Joe: Odwet, który to jest kontynuacją G.I. Joe: czas kobry.

## Komiksy

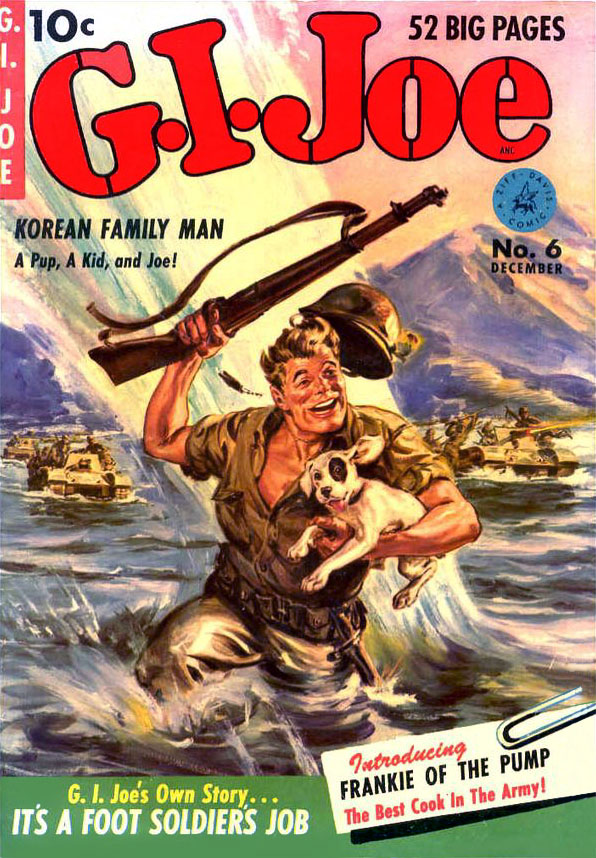
G.I. Joe komiksy, 1951.

W czerwcu 1982 roku, firma Marvel Comics (wydawca komiksów Spiderman, Transformers oraz X-Men) wydała pierwszy numer komiksu "G.I. Joe: A Real American Hero". Seria liczyła 155 numerów (w Polsce pojawiło się 66 odcinków, wydanych jako 33 zeszyty). Poza główną serią Marvel wydał także jeszcze kilka innych, mniej licznych serii, takich jak np. Special Missions, czy G.I. Joe and the Transformers.
W latach 1987–1989, Blackthorne Publishinig wydał dwie krótkie serie – The Official How To Draw G.I. Joe oraz G.I. Joe in 3-D.
Devil's Due Publishing rozpoczęło wydawanie swojej serii komiksów o przygodach G.I. Joe w 2001 roku. Ich pierwsza seria zawierała ostatecznie 43 numery. Następnie przez Devil's Due zostało wydanych kilka kolejnych serii, między innymi Frontline, G.I. Joe: Reloaded, czy Master & Apprentice. Dodatkowo Devil's Due wydało kilka serii komiksów G.I. Joe vs. Transformers.
Dreamwave wydało kilka numerów komiksu Transformers: G.I. Joe w latach 2003 – 2004.